# ۲۶۰ (قمری)
۲۶۰ (قمری)، دویست و شصتمین سال در گاهشماری هجری قمری است. اول محرم این سال برابر با سی و یکم اکتبر سال ۸۷۳ میلادی است.

## رویدادها
غیبت صغری امام زمان

## درگذشتگان
- ۸ ربیع‌الاول: حسن عسکری امام یازدهم شیعیان

## وابسته
- نایب خاص
- عثمان بن سعید
- فضل بن شاذان
- حجت بن حسن
- شیعیان یمن